# Falaris van Akragas
Falaris van Akragas was een Griekse kolonist, oorspronkelijk uit Kreta. Hij was een belangrijk persoon bij de stichting van Akragas, waar hij betrokken was bij de bouw van de grote tempel van Zeus.
Hij maakte van deze positie gebruik om tiran van Akragas (op Sicilië) te worden. In het algemeen stond Falaris berucht om zijn wreedheid maar hij was niet onverdienstelijk voor de stad. Zo voorzag hij de stad van water en liet hij stadsmuren bouwen. Hij werd door de inwoners van Himera verkozen tot algemeen heerser. Uit, in het bijzonder het Byzantijnse geschrift, de Suda, bleek dat hij op een bepaald moment de algemene macht had over heel Sicilië. Rond 554 v.Chr. werd hij verslagen door Theron en Falaris werd vermoord in zijn eigen messingen stier.